# Районы республиканского подчинения Таджикистана
Райо́ны республика́нского подчине́ния (тадж. Ноҳияҳои тобеи ҷумҳурӣ) — административно-территориальная единица первого порядка, объединяющая 13 районов Таджикистана.

## География
Районы республиканского подчинения (РРП) занимают 28 600 км² территории (как площадь Албании), и по этому показателю являются вторым по площади регионом Таджикистана. РРП на севере граничат с Согдийской областью и Кыргызской Республикой, на востоке и юго-востоке с Горно-Бадахшанской автономной областью, на юге с Хатлонской областью, а на западе с Республикой Узбекистан.

## Население
По состоянию на 2016 год, в районах республиканского подчинения Таджикистана проживало 1 971 600 человек. Плотность — 68,9 человек на 1 км². Основную часть населения составляют таджики (85%), а из национальных меньшинств преобладают узбеки (12%) и лакайцы. Также в этих районах проживают русские (в западных районах), татары, киргизы (в северо-восточных районах) и другие. Абсолютное большинство населения исповедует ислам суннитского толка, также немало последователей других мелких исламских течений. Из христиан преобладают православные.
Национальный состав населения территории по переписи населения Таджикистана 2010 года, а также справочно по данным Всесоюзных переписей 1979 и 1989 годов:
| Национальность | 1979 чел. | %        | 1989 чел. | %        | 2010 чел. | %        |
| -------------- | --------- | -------- | --------- | -------- | --------- | -------- |
| Всего          | 789 105   | 100,00 % | 1 112 084 | 100,00 % | 1 722 908 | 100,00 % |
| таджики        | 517 223   | 65,55 %  | 766 944   | 68,96 %  | 1 465 237 | 85,04 %  |
| узбеки         | 172 957   | 21,92 %  | 236 215   | 21,24 %  | 201 356   | 11,69 %  |
| киргизы        | 20 531    | 2,60 %   | 30 788    | 2,77 %   | 35 627    | 2,07 %   |
| русские        | 49 449    | 6,27 %   | 46 715    | 4,20 %   | 2846      | 0,17 %   |
| татары         | 11 254    | 1,43 %   | 11 148    | 1,00 %   | 898       | 0,05 %   |
| туркмены       | 399       | 0,05 %   | 1476      | 0,13 %   | 318       | 0,02 %   |
| казахи         | 497       | 0,06 %   | 707       | 0,06 %   | 74        | 0,00 %   |
| украинцы       | 4200      | 0,53 %   | 4877      | 0,44 %   |           |          |
| белорусы       | 779       | 0,10 %   | 747       | 0,07 %   |           |          |
| другие         | 11 816    | 1,50 %   | 12467     | 1,12 %   | 16 552    | 0,96 %   |

## Состав
В состав районов республиканского подчинения входят 13 районов:
- Варзобский
- Вахдатский (бывший Кофарнихонский)
- Гиссарский
- Лахш (бывший Джиргатальский)
- Нурабадский (бывший Дарбандский)
- Раштский (бывший Гармский)
- Рогунский
- Рудаки (бывший Ленинский)
- Сангвор (бывший Тавильдаринский)
- Таджикабадский
- Турсунзадевский (бывший Регарский)
- Файзабадский
- Шахринавский (бывший Каратагский)

| Название единицы административно- территориального деления | Население (01.01.2022) тыс. чел. | Площадь тыс. км² | Плотность населения чел./км² |
| ---------------------------------------------------------- | -------------------------------- | ---------------- | ---------------------------- |
| город Вахдат                                               | 54,4                             |                  |                              |
| город Гиссар                                               | 32,1                             |                  |                              |
| город Рогун                                                | 15,2                             |                  |                              |
| город Турсунзаде                                           | 57,8                             |                  |                              |
| Варзобский район                                           | 89,3                             | 1,6              | 55,8                         |
| Вахдатский район                                           | 359,8                            | 3,7              | 97,2                         |
| Гиссарский район                                           | 331,4                            | 1,0              | 331,4                        |
| Лахш                                                       | 54,4                             | 4,6              | 11,8                         |
| Нурабадский район                                          | 72,6                             | 0,9              | 80,7                         |
| Раштский район                                             | 131,1                            | 4,6              | 28,5                         |
| Рогунский район                                            | 45,4                             | 0,5              | 90,8                         |
| Рудаки                                                     | 387,2                            | 1,7              | 277,8                        |
| Сангвор                                                    | 25,1                             | 6,0              | 4,2                          |
| Таджикабадский район                                       | 50,9                             | 0,7              | 72,7                         |
| Турсунзадевский район                                      | 320,2                            | 1,2              | 266,8                        |
| Файзабадский район                                         | 111,7                            | 0,9              | 124,1                        |
| Шахринавский район                                         | 121,9                            | 1,0              | 121,9                        |
| Всего                                                      | 2101                             | 28,4             | 74                           |

## Экономика
«Таджикская алюминиевая компания» (TALCO). Главной продукцией является первичный алюминий. Проектная мощность — 517 000 тонн в год. Обеспечивает до 75% всех валютных поступлений в бюджет Таджикистана и около трети экспорта страны.
Регион обладает развитым сельскохозяйственным производством. По итогам 2014 года в регионе производство зерновых составило 239,8 тыс. тонн, 247,2 тыс. тонн картофеля, 307,5 тыс. тонн овощей, 40,8 тыс. тонн бахчевых. Хлопководство и бахчеводство почти не развиты — в 2014 году произведено 9,6 тыс. тонн хлопка-сырца и 13,5 тыс. тонн бахчевых. Развито животноводство — на 2013 год было 1167,6 тыс. голов овец и коз и 524,6 тыс. голов крупного рогатого скота.

## Археология
В Гиссарской долине в 400 м к востоку от кишлака им. М. Горького исследуется могильник Кумсай ранней бронзы (ок. 4290 л. н.), обнаруженный при строительстве одного из участков мелиоративного канала Ямчи. Материальная культура могильника имеет ярко выраженный смешанный характер — часть находок относится к андроновской (федоровской) традиции, другая — к земледельческой сапаллинской культуре на молалинском этапе её развития.

## Уроженцы
- Нусратулло Махсум (1881—1937) — таджикский политический деятель, основоположник Таджикской ССР
- Мирзо Турзунзаде (1911—1977) — известный таджикский советский поэт. Народный поэт Таджикской ССР
- Фузайл Махсум
- Мохаммадшариф Химматзода (1951—2010) — таджикский политический деятель, лидер (эмир) (1990—1993) Исламской партии возрождения Таджикистана.
- Саид Абдулло Нури (1947—2006) — таджикский политический деятель, лидер (эмир) Партии исламского возрождения Таджикистана (1993—2006). Во время Гражданской войны в Таджикистане возглавлял Объединенную таджикскую оппозицию. В 1997 году он, как лидер оппозиции, подписал мирное соглашение с президентом Эмомали Рахмоном, что послужило окончанием гражданской войны.
- Ходжи Акбар Тураджонзода — духовный и политический деятельТаджикистана, лидер таджикских исламистов времён Гражданской войны, летом и осенью 1992 года обладал большой властью и был де-факто первым лицом государства. Известен по духовному званию Кази-калон (Верховный судья)